# Шириничі
Шириничі (рос. Шириничи) — присілок у Лодєйнопольському районі Ленінградської області Російської Федерації.
Населення становить 3 особи. Належить до муніципального утворення Альоховщинське сільське поселення.

## Історія
Згідно із законом від 20 вересня 2004 року № 63-оз належить до муніципального утворення Альоховщинське сільське поселення.

## Населення
| 1879 | 1905 | 1927 | 1958 | 1997 | 2007 | 2010 |
| ---- | ---- | ---- | ---- | ---- | ---- | ---- |
| 86   | ↗102 | ↗211 | ↘54  | ↘4   | →4   | ↘0   |
| 2014 | 2015 | 2016 |      |      |      |      |
| ↗2   | ↘1   | ↗3   |      |      |      |      |